# Montifringilla
Montifringilla es un género de aves paseriformes de la familia Passeridae. A pesar de su nombre, no está emparentado directamente con los pinzones (Fringilla), que son parte de otra familia (Fringillidae). Como sugiere su nombre científico, son especies de altura. Se los encuentra en las cordilleras del sur de Eurasia, desde los Pirineos orientales hasta el Himalaya, Tíbet y China occidental.

## Descripción y ecología

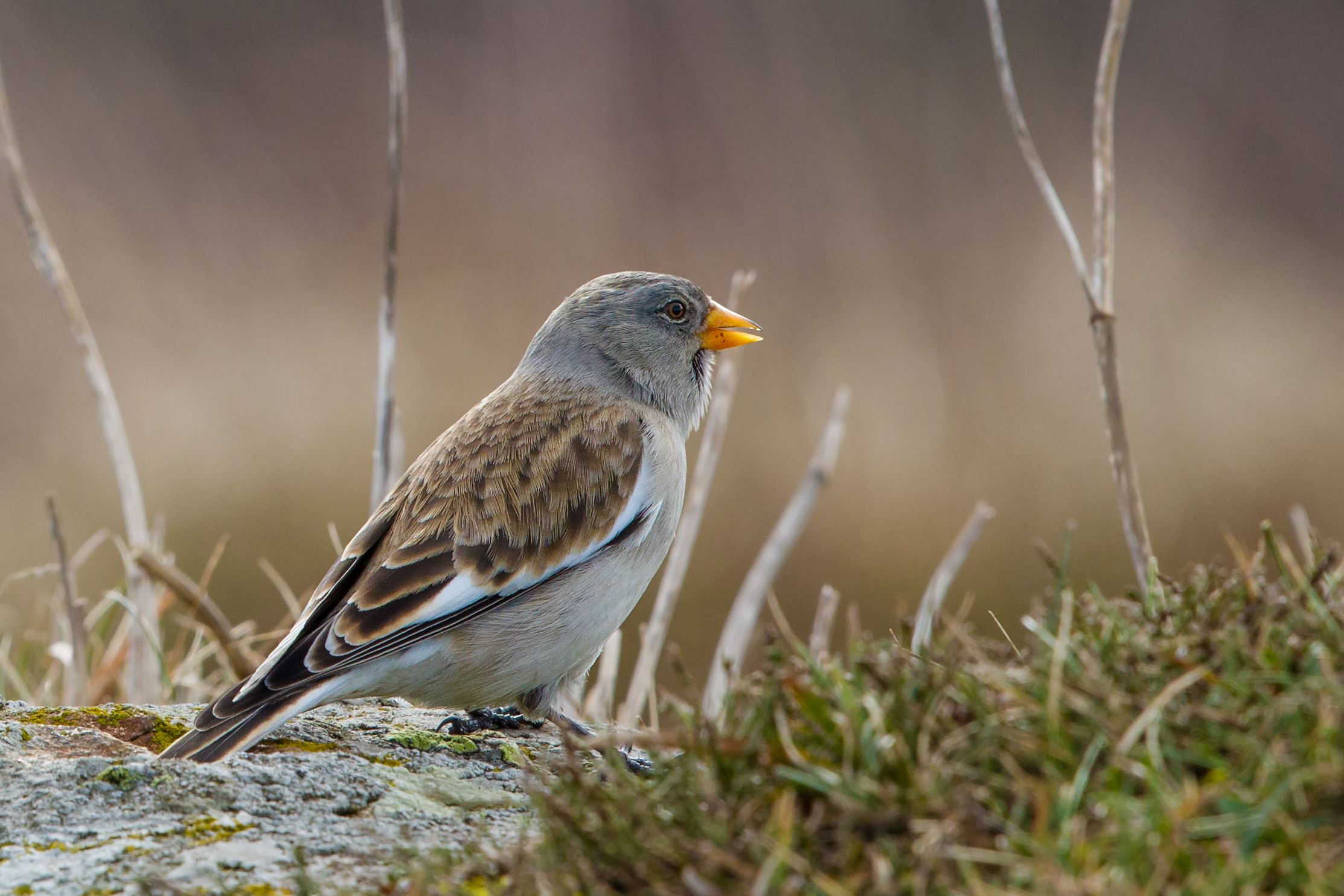
Pinzón de las nieves de alas blancas.Plumaje de invierno

Miden entre 13,5 y 17 cm de longitud, con fuertes picos cónicos. Su parte superior es marrón claro, la inferior es blanca, y posee extensos paneles blancos en las alas, que se transforman en el vuelo. Los adultos pueden tener manchas negras en el mentón o alrededor de los ojos. Ambos sexos son usualmente similares, aunque el macho del gorrión alpino (Montifringilla nivalis) tiene una notable cabeza gris. Los polluelos son versiones menos coloridas de los adultos.
Sus cantos son repetitivos, desde su posición en una roca o durante su vuelo en círculos. 
Generalmente se alimentan en altitudes superiores a los 3500 m, pero el gorrión alpino puede hacerlo alrededor de los 1800 m. Estas aves habitan las praderas altas. No son aves migratorias, pero pueden moverse a altitudes inferiores sitios poblados por humanos durante el invierno, con suelen ser muy gregarios y formar grandes bandadas. Son principalmente granívoras, alimentándose de las semillas del suelo, pero también ingieren artrópodos. No les suelen tener miedo a los seres humanos, y se los suele encontrar en las estaciones de esquí y otros sitios poblados de las montañas.
Anidan en las gritas de las rocas, más habitualmente en madrigueras de roedores o (más habitualmente) pikas (Ochotonidae). La típica nidada es de 3 a 6 huevos.

## Taxonomía

### Especies
El género contiene actualmetne tres especies:
- Montifringilla nivalis - gorrión alpino;
- Montifringilla henrici - gorrión de Henri;
- Montifringilla adamsi - gorrión de Adams.

Las cuatro especies que antes se clasificaban en Montifringilla en la actualidad se clasifican en el género Pyrgilauda, basándose en diferentes vocalizaciones y preferencias ecológicas. De manera similar, Montifringilla taczanowskii se ubica ahora en el género monotípico Onychostruthus. Los parientes más cercanos de Montifringilla son el gorrión chillón (Petronia petronia) y el gorrión pálido (Carpospiza brachydactyla) , además de Onychostruthus y Pyrgilauda que anteriormente se agrupaban en Montifringilla.

### Taxonomía

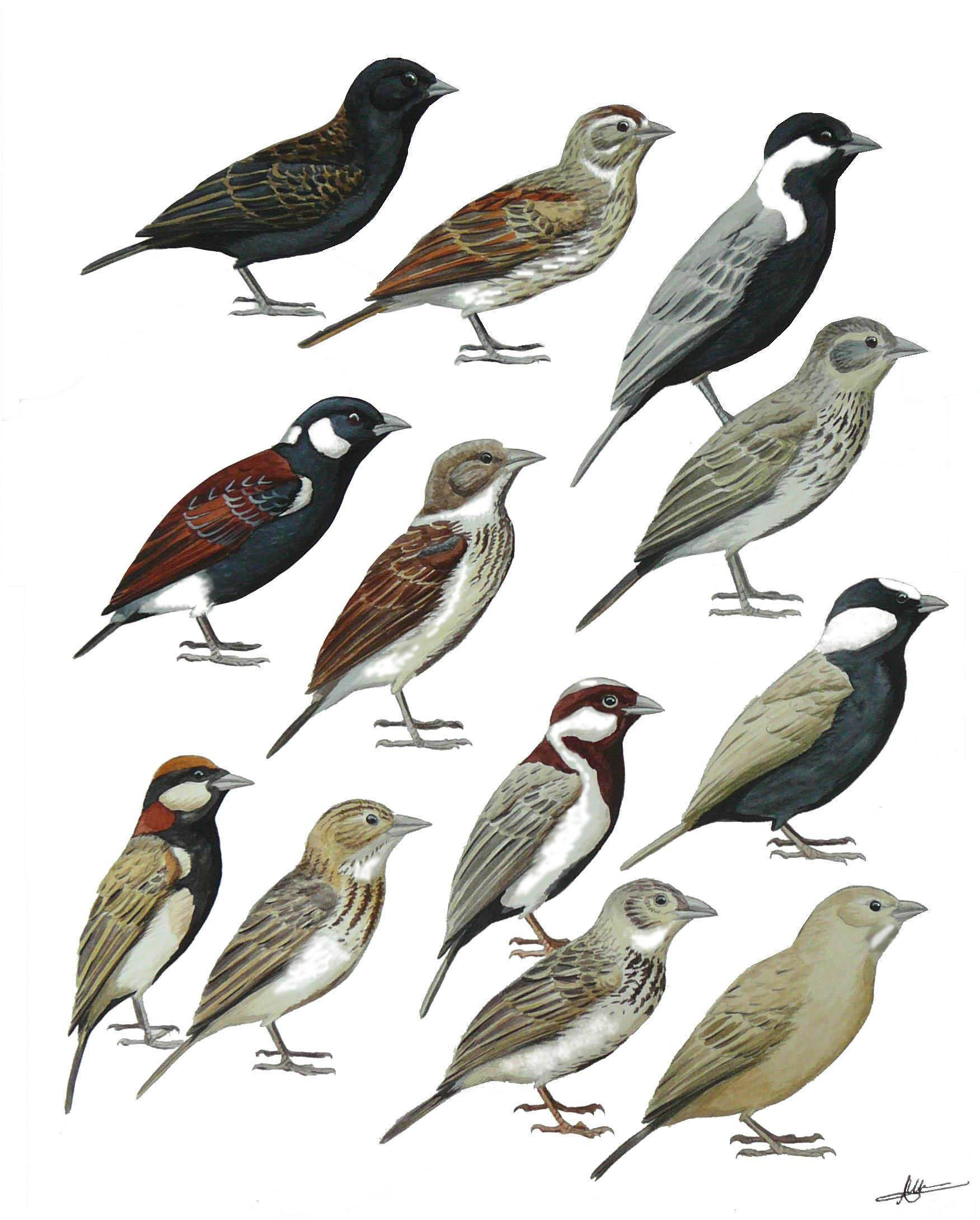
Varias especies de Eremopterix fueron colocadas una vez en el género Pyrrhulauda, causando mucha confusión en la taxonomía de Montifringilla.

Los antiguos sinónimos de Montifringilla tiene una historia convulsa. Pyrgilauda es probablemente el caso más confuso de todos: Primero fue establecido por Charles Lucien Jules Laurent Bonaparte como sinónimmo  de Pyrrhulauda, y atribuido a los hermanos Edouard y Jules Verreaux. Pero Pyrrhulauda – establecido por Andrew Smith antes que Bonaparte – actualmentese refiere a algunas especies que ahora forman todas parte de Eremopterix. J. Verreaux parece haber sido el primero en usar Pyrgilauda para algunas especies de este género, pero fue en 1871, cuando el describió el gorrión de David (Montifringilla davidiana). Fue ampliamente usado para las especies australes a fines del siglo XIX y comienzos del XX, y sigue siendo usado actualmente por algunos autores.
De acuerdo con el Artículo 11.6.1. and 50.7. en la tercera y cuarta ediciones del Código Internacional de Nomenclatura Zoológica, el género Pyrgilauda fue entonces así establecido por Bonaparte como un posible nombre para el género Montifrigilla, porque autores posteriores a J. Verreaux lo usaron para estas aves y no para Eremopterix. Bonaparte usó correctamente Montifrigilla para el gorrión alpino, la única especie conocida del género en ese entonces. Sin embargo, como Pyrgilauda dejó de usarse, se convirtió en un nombre vacante alguien más colocara allí otro taxón. Esto fue realizado por J. Verreaux, y así muchos le atribuyen erróneamente la autoría del género, a pesar del código IZCN Artículo 69.3. El fijó su especie tipo como el gorrión alpino. Otro error ocurrió en 1982, cuando G. N. Kasin creyó que Pyrgilauda había sido establecido dos veces, y pensó que el nombre del género, que creyó establecido por Verreaux en 1870, era homónimo del sinónimo de Eremopterix, establecido por Bonaparte. El creó Stepaniania para reemplazarlo. Pero siendo el nombre establecido por Bonaparte (y adoptado por Verreaux y autores posteriores) un sinónimo subjetivo válido y no un taxón ocupado anteriormente, Stepaniania se convirtió en un sinónimo objetivo de Pyrgilauda.
El nombre Orospiza tiene una historia similar a Pyrgilauda. Bonaparte remarcó que había sido usada por otros autoresno especificados, mientras que muchas fuentes posteriores lo atribuyen a Johann Jakob Kaup. Pero esto es un malentendido, y el único nombre técnicamente válido como sinónimo para el género propuesto por Kaup fue Chionospina. Así, en el caso de Orospiza, Bonaparte es también el autor válido, contrariamente a Thomas Horsfield y Frederic Moore, que fueron los primeros en establecer la especie tipo. Como M. nivalis era la única especie conocida de en 1858 cuando sucedió esto, Orospiza es un sinónimo objetivo de Montifringilla.
Por razones diferentes, Orites es un sinónimo objetivo de Montifringilla. Primero fue propuesto para el mito (Aegithalos caudatus) en Moehring's Geslachten der Vogelen en 1758, trabajo que fue ignorado y eliminado como una fuente de taxones por la Comisión Internacional de Nomenclatura Zoológica en 1987. Consecuentemente, intentos posteriores para re-establecer ese nombre como un sinónimo de Aegithalos son prevenidos por la erección de Orites para el gorrión pálido por Eugen von Keyserling y Johann Heinrich Blasius en 1840. Al mismo tiempo, Chionospina, de Kaup fue mal escrito "Chionospiza" por George Robert Gray. Como aquel, también, es un sinónimo objetivo de Montifringilla, el establecimiento válido subsecuente de Ludwig Reichenbach de aquel nombre no deja consecuencias, salvo a efectos puramente taxonómicos, ya que no son Kaup ni Grey los autores válidos de Chionospiza, sino Reichenbach. Y finalmente, Onychostruthus fue establecido porque Onychospiza, el nombre propuesto por Nikolai Przhevalsky para el género monotípico que incluiría al gorrión de Taczanowski, ya estaba ocupado. Había sido dado por Rey en 1872 a la actual Emberiza fucata, como una innecesaria corrección – y así como un sinónimo objetivo del original de Bonaparte Onychospina.